# Aldo Pancheri
Aldo Pancheri (Trento, 20 maggio 1940) è un pittore e incisore italiano.

## Biografia e attività artistica
Figlio di Renato, a sua volta fratello di Gino Pancheri, grazie all'amico di famiglia Alfonso Gatto espose a soli tredici anni alcuni pastelli nella Sala degli specchi nel Castello del Buonconsiglio a Trento, ottenendo attenzioni anche da alcuni giornali locali. Negli anni sessanta divise l'atelier con Aldo Schimd: con lui e Luigi Senesi espose a Bassano del Grappa nel 1969; di quegli anni è un'esposizione milanese con catalogo con testo critico di Giorgio Mascherpa e una produzione litografica che sfociò in un'esposizione milanese nel 1979. La produzione artistica di quegli anni vide un uso costante delle tecniche del pastello e del frottage, dando vita a una «pittura di segno, come spazzata dal vento di una gestualità, in cui le stesure del colore vengono tranciate in quanto date a striature o accostate quasi a tratto, con interventi graffiti in corpore a togliere».
Su questa tecnica si innestò più tardi l'uso dell'olio, ma ancora in commistione col pastello. Stilisticamente, l'impulsività delle sue creazioni venne moderata a partire dagli anni novanta con il ricorso a geometrie compositive. Nel contempo cominciarono anche ad emergere tendenze ad un certo espressionismo astratto, che diedero vita a «espressioni meno legate a referenze esterne, come i [suoi] paesaggi dell'anima di matrice informale». Di questo ultimo periodo sono significative due personali (1995 e 2000) con cataloghi con testo critico di Elena Pontiggia.

## Opere in musei e collezioni
Di Pancheri si conservano due opere (Silenzio popolato di azzurri e Usciti dal sogno) al MAGI '900 di Pieve di Cento.